# Damian von Euw
Damian von Euw (* 17. August 1998 in Schwyz) ist ein Schweizer Ringer in Diensten der Ringerriege Einsiedeln. Er gewann 2018 im Halbschwergewicht bis 97 kg im griechisch-römischen Ringen Silber bei den Militärweltmeisterschaften in Moskau. Von Euw zählt zum Elite-Kader der Swiss Wrestling Federation und ist mehrmaliger Schweizer Meister im Junioren- und Aktivbereich. 2023 gewann er bei den Militärweltmeisterschaften in Baku in der Klasse Mittelgewicht bis 87 Kilogramm die Bronzemedaille.

## Werdegang
Von Euw begann im Jahr 2008 gemeinsam mit seinem jüngeren Bruder Thomas mit dem Ringkampfsport bei der Ringerriege Brunnen, für die er noch heute bei Mannschaftskämpfen auf der Matte steht. Zudem vertritt er seit 2022 die Farben der Ringerriege Einsiedeln in der Premium League dank einer Doppellizenz. Bereits 2012 konnte er seinen ersten Titel gewinnen, er wurde Schweizer Meister der Jugend A in Freistil.
Nach seinem Entschluss im Jahr 2013, den Fokus auf den griechisch-römischen Stil zu setzen, konnte von Euw erste internationale Erfahrungen sammeln, obwohl er damals noch nicht Bestandteil der Schweizer Nationalmannschaft war. Nach einem weiteren Sieg bei den Schweizer Meisterschaften wurde er 2015 in die Nationalmannschaft aufgenommen. Bei den Europameisterschaften in Subotica verpasste er nur knapp die Bronzemedaille im griechisch-römischen Ringen.
Auch in der nächsten Altersklasse, von Euw übersprang eine Gewichtsklasse, sammelte der gelernte Kaufmann und Fitnesstrainer weitere nationale wie internationale Erfolge. Sein grösster sportlicher Erfolg ist bisher der Gewinn der Silbermedaille bei den Militärweltmeisterschaften 2018 in Moskau. Im Halbfinal konnte von Euw den Iraner Heydari besiegen. Im Final musste sich der Schweizer allerdings Elias Kuosmanen aus Finnland geschlagen geben.
Seit 2019 ist von Euw Teil des Elite-Bereichs der Swiss Wrestling Federation. Nach dem Verpassen der Qualifikation für die Olympischen Spiele in Tokio 2021 entschied sich der Halbschwergewichtler, im Mittelgewicht bis 87 Kilogramm anzutreten.
Diese Entscheidung wirkte sich positiv auf die nächsten Wettkampfresultate aus. Im Jahr 2022 ging von Euw bei den Weltmeisterschaften in Serbien an den Start. Nach einem klaren 8:0-Überlegenheitssieg über Bachir Sid Azara (Algerien) und einem Schultersieg gegen Viorel Burduja (Moldawien) zog von Euw in den Viertelfinal ein. Dort zog er gegen den Türken Ali Cengiz mit 3:8 den Kürzeren und belegte schliesslich den siebten Platz.
Bei den Europameisterschaften 2023 in Kroatien schaffte von Euw den Einzug in den Halbfinal, nachdem er zuvor Andreas Vaelis aus Estland und Vigen Nazaryan aus Armenien nach Punkten (9:1 bzw. 8:4) hatte besiegen können. Den Halbfinalkampf gegen den Ungar Istvan Takacs verlor von Euw anschliessend mit 1:5 Punkten und auch im Kampf um Bronze musste sich der Schweizer geschlagen geben. Gegen den Bulgaren Semen Novikov verlor von Euw nach 6 Minuten Kampfzeit mit 2:5 Punkten.
Erfolgreicher verlief von Euws Start bei den Militärweltmeisterschaften in Baku, wo er nach einem 7:0-Auftaktsieg über den Türken Dogan Göktas ins Halbfinale einzog. Nach einer 0:2-Niederlage gegen den Lokalmatador Lachin Valiyev stand der Kampf um die Bronzemedaille gegen den Albaner Marjan Kola auf dem Programm. Von Euw konnte diesen Kampf mit 8:0 Punkten gewinnen und sich nach 2018 (Silber) seine zweite Medaille bei Militärweltmeisterschaften sichern.
Um sein grosses Ziel, eine Qualifikation für die Olympischen Spiele 2024 in Paris zu erreichen, trainierte von Euw mehrere Monate in Moskau und lernte die Landessprache. Von Euw konnte sich schlussendlich sportlich nicht für die Olympischen Spiele qualifizieren. Im Weltqualifikationsturnier in Istanbul verlor von Euw seinen zweiten Kampf gegen den rumänischen Kontrahenten Nicu Samuel Ojog mit 1:3 Punkten.

## Erfolge

### 2015
- 5. Platz U17-Europameisterschaften Kadetten Subotica (SRB)
- 2. Platz Stefan Rusu & Ion W. Popovici Turnier Bukarest (ROU)
- 3. Platz Samurgashev Brothers Price Rostow am Don (RUS)
- 2. Platz Aarhus Open (DEN)
- Schweizer Meister Kadetten

### 2016
- 14. Platz U20-Weltmeisterschaften Junioren Mâcon (FRA)
- 1. Platz Turnier Ternopil (UKR)
- 2. Platz Stefan Rusu & Ioan W. Popovici Bukarest (ROU)
- 3. Platz Adriatic Trophy Poreč (CRO)
- 2. Platz Freidenfelds Cup Riga (LAT)
- Schweizer Meister U20-Junioren

### 2017
- 5. Platz U20-Europameisterschaften Junioren Dortmund (GER)
- 3. Platz Tallinn Open (EST)
- 3. Platz Evgeny Trukhina Memorial Zaparozhie (UKR)

### 2018
- 7. Platz Weltmeisterschaften Junioren Trnava (SVK)
- 5. Platz U20-Europameisterschaften Junioren Rom (ITA)
- 9. Platz U23-Europameisterschaften Istanbul (TUR)
- 2. Platz Militärweltmeisterschaften Moskau (RUS)
- Schweizer Meister U20-Junioren
- Schweizer Meister Elite

### 2019
- 16. Platz Europameisterschaften Bukarest (ROU)
- 8. Platz U23-Europameisterschaften Novi Sad (SRB)
- Schweizer Meister Elite

### 2020
- 5. Platz Zagreb Open (CRO)
- 15. Platz Europameisterschaften Rom (ITA)
- 2. Platz Herman Kare Tournament Kouvola (FIN)

### 2021
- 11. Platz U23-Weltmeisterschaften Belgrad (SRB)
- 9. Platz World Olympic Qualifier Sofia (BUL)
- 8. Platz Grand Prix Zagreb (CRO)
- Schweizer Meister Elite

### 2022
- 7. Platz Weltmeisterschaften Belgrad (SRB)
- 2. Platz Grand-Prix of Germany Dortmund (GER)
- 14. Platz Europameisterschaften Budapest (HUN)

### 2023
- 3. Platz Militärweltmeisterschaften Baku (AZE)
- 5. Platz Europameisterschaften Zagreb (CRO)
- 3. Platz Grand Prix of France Nizza (FRA)